# Ius sangvinis
Ius sangvinis (în trad. lat. „Jus sanguinis”, "dreptul sângelui", sau, cum se spunea inițial în limba română : dreptul strămoșesc, cu referire la originea etnică a cetățenilor) este unul din cele două sisteme de acordare a cetățeniei, alături de ius soli (în trad. "dreptul pământului", sau, cum se spunea inițial în limba română : dreptul pământean, cu referire la locul nașterii). 
Sistemul ius sangvinis prevede ca noului născut să i se acorde cetățenia genitorului (părintelui), indiferent de locul nașterii.
Națiunea este definită în acest sistem prin etnie, prin apartenența istorico-lingvistică și culturală a strămoșilor.

## Istorie
Ius sangvinis este forma cea mai veche a dreptului cetățeniei, și a avut o răspândire foarte largă, atât în Europa cât și în Africa și în Asia (de exemplu în sistemul Millet-urilor din Imperiul otoman, în care cetățenia, datoriile și drepturile erau diferite după religie și origini). Dreptul roman inițial (Jus sanguinis) a fost de asemenea dreptul strămoșesc, dar a dispărut în sec. III, odată cu acordarea cetățeniei romane tuturor oamenilor liberi din imperiu, indiferent de originea și religia lor.
Reformatorul atenian din secolul V î.e.n., Clistene, a fost primul care a pus în cauză dreptul strămoșesc, prin care cetățeanul era legat de o familie (genos). A fost de asemenea primul care a conceput și introdus Dreptul pământean (Jus soli) prin care cetățeanul era legat de un teritoriu (trittya). Dar aceste tentative antice dispar în Evul Mediu, care revine la Dreptul strămoșesc. În secolul XVIII, Revoluția americană și Revoluția franceză contestă din nou principiile dreptului strămoșesc, care este progresiv abandonat în decursul secolelor XIX și XX, odată cu generalizarea statelor constituționale și cu intensificarea mișcărilor migratorii legate de industrializare. În secolul XX se produce o confruntare juridică, politică și ideologică între partizanii dreptului strămoșesc și cei ai dreptului pământean :
- anumite state sistematizează dreptul strămoșesc : de exemplu Germania nazistă ;
- altele sistematizează dreptul pământean : de exemplu Franța antebelică ;
- altele le adoptă pe amândouă parțial : de exemplu S.U.A. antebelice (în care orice imigrant alb beneficiază de dreptul pământean, în timp ce hispanicii și negrii sunt supuși dreptului strămoșesc) și U.R.S.S. în care cetățenia, definită conform dreptului pământean, se deosebește de naționalitate, definită conform dreptului strămoșesc.

Astăzi, dreptul internațional și Declarația Universală a Drepturilor Omului sunt bazate pe principiile dreptului pământean : astfel, un Român este, pe acest plan, un cetățean al României, indiferent de originile, naționalitatea (etnia) și religia, sa, pe când conform dreptului strămoșesc, un Român ar fi numai o persoană de naționalitate/etnie română, indiferent de cetățenia sa.
În cartea sa Collapse, geograful american Jared Diamond a calculat că dacă astăzi dreptul strămoșesc ar fi adoptat integral de toate statele, și dacă aplicarea dreptului pământean de la 1850 încoace ar fi anulată, 60 % dintre Americani, 80 % dintre Argentinieni, 25 % dintre Britanici și-ar pierde cetățenia.

## Implicații politice
Controversa între partizanii dreptului strămoșesc și cei ai dreptului pământean nu este numai juridică, ci izvorăște din concepții politice și filozofice antagoniste :
- determinismul naturalist și
- umanismul.

Filozoful francez Montesquieu ilustrează astfel determinismul naturalist în lucrarea sa Spiritul Legilor (1748): Dreptul pământean este o aberație care consistă în credința că un mânz născut printre vaci este un vițel. Oamenii de origini diferite sunt, în această concepție, văzuți ca niște specii biologice diferite : ineluctabil străini unii de alții și inasimilabili. În aceste condiții, ocrotirea identității naționale a fiecărei țări nu poate fi asigurată decât prin legi inspirate din dreptul strămoșesc.
Umanismul, care stă la baza dreptului pământean, pornește din premisa inversă, conform definiției enunțată re revoluționarii americani Patrick Henry, Benjamin Franklin și George Washington în 1775 la Philadelphia : Dreptul pământean este demnitatea dată oricărui bărbat care trăiește, muncește și plătește taxe în coloniile noastre, de a fi acceptat ca un cetățean de plin drept, având dreptul de a își exprima părerea și de a participa la toate deciziile ce-l privesc, oricare ar fi originile, credința sau avuția sa (de notat totuși că această declarație excludea femeile, săracii care nu plăteau taxe, sclavii și Indienii). Oamenii de origini diferite sunt, în această concepție, văzuți ca fiind membrii unei unice comunități, fondamental liberi, egali în drepturi și de o seamă. În aceste condiții, făurirea identității naționale a fiecărei țări se obține treptat prin educație, prin multi-culturalitate și prin asimilare (faimosul melting-pot american).

## Aplicarea dreptului strămoșesc
În țările în care domină dreptul strămoșesc, cetățenia se definește în principal prin apartenența la grupul etnic în jurul căruia s-a constituit statul respectiv. Astfel, în România, constituită în jurul neamului românesc, definit, în secolul XIX, prin vorbirea limbii române și prin religia creștină ortodoxă, puteau fi cetățeni, până în 1923, doar persoanele răspunzând acestor criterii. Ulterior, în România Mare care cuprindea și alte grupuri etnice sau religioase, s-a introdus o doză, variabilă cu timpul, de drept pământean, care a lărgit definiția națiunii și, prin urmare, acordarea cetățeniei.
Multe state acordă privilegii în acordarea dreptului de a imigra și de a obține cetățenia lor, persoanelor care pot dovedi că au rădăcini sau origini etnice legate de naționalitatea principală din ele.
- Bulgaria: Articolul 25 din Constituția din 1991 precizează că persoanele de origine bulgară pot primi cetățenia bulgară printr-o procedură simplificată. Articolul 15 al legii privind cetățenia Bulgară prevede că o persoană "de origine Bulgară" poate fi naturalizată fără vreo perioadă de așteptare și fără a fi obligată să dovedească o sursă stabilă de venit, cunoașterea limbii bulgare sau renunțarea la altă cetățenie. Între Bulgaria și Grecia au avut loc schimburi de populație după cel de-al Doilea Război Balcanic. Condițiile tratatului de pace au cerut ca fiecare stat să accepte persoanele care susțineau că au originea etnică respectivă.
- Belgia: Un fost cetățean belgian (excluzând persoanele cărora le-a fost retrasă cetățenia) și-o poate recupera printr-o declarație după o perioadă de 12 luni de locuit în Belgia. Este scutită de această condiție dacă poate dovedi că are rude în Belgia. Condițiile în care persoana și-a pierdut naționalitatea și motivul pentru care dorește să și-o reprimească vor fi luate în considerație. Copii sub 18 ani primesc automat cetățenie Belgiană dacă un părinte primește sau are cetățenie belgiană[4]
- China: Atât în Republica chineză din Taiwan, cât și în China comunistă, dreptul strămoșesc se aplică strict : doar o persoană aparținând unei naționalități recunoscute de guvern, poate obține cetățenia. Nici chiar străinilor căsătoriți cu cetățeni chinezi nu li se acordă, decât în cazuri foarte rare, cetățenia chinază. Și aceasta, numai cu condiția ca respectivii să aibă cinci ani de căsătorie și reședință neîntreruptă în China, să vorbească curent chinezește, și să aibă copii chinezi. În aceste condiții, doar străini de origine chineză imigrează în China. Din 1949, guvernul Republicii chineze din Taiwan le-a oferit diferite beneficii pentru e imigra, și câteva milioane de chinezi din diaspora s-au stabilit acolo.[5]
- Croația: Articolul 11 al Legii cetățeniei Croate, permite Croaților expatriați și descendenților lor să primească, la întoarcerea în țară, cetățenia croată, fără a fi nevoie să dea un test de cunoaștere a limbii sau să renunțe la fosta cetățenie. În plus, Articolul 16 permite "unui membru al poporului Croat care nu are reședința în Republica Croată, să primească cetățenia Croată" printr-o cerere scrisă și prezentarea unor dovezi care să demonstreze atașamentul său față de cultura croată.
- Estonia: Articolul 36 al constituției Estoniei declară dreptul fiecărui etnic Estonian să poată locui în Estonia.
- Finlanda: legea finlandeză prevede dreptul de întoarcere în Finlanda din fosta Uniune Sovietică, incluzând Carelii, ingrienii și vepșii (popoare din Rusia de limbă fineză și de religie ortodoxă). Doritorii trebuie acum să treacă un test de cunoaștere inclusiv scrisă a limbii Fineze. Descendenții Finlandezilor din teritoriul răpit Finlandei de URSS în 1940, precum și cei care locuiesc în restul lumii, în afara fostei Uniuni Sovietice, au dreptul să se stabilească permanent în țară, ulterior devenind apți pentru a beneficia de cetățenie.
- Germania: Articolul 116(1) al Constituției acordă dreptul la cetățenie oricărei persoane care este admisă în Germania ca "refugiat sau expulzat de origine etnică germană precum și soțul, soția sau descendenții săi." Până în 1990, etnicii Germani care locuiau în străinătate (Aussiedler Volksdeutsche), identificați prin vorbirea chiar imperfectă limbii, religia catolică sau protestantă a strămoșilor, și genealogie, primeau cetățenia automat. Din 1990 legea a fost modificată într-un sens mai apropiat de dreptul pământean : acum postulanții trebuie să demonstreze cunoașterea perfectă a limbii, constituției și culturii, indiferent de originile lor.
- Grecia: Conform Codului naționalității Grecești, etnicii Greci din diaspora, identificați prin vorbirea chiar imperfectă limbii, religia ortodoxă a strămoșilor și genealogie, pot obține cetățenia prin două proceduri, una civilă, alta militară. Cei civili o pot obține prin cerere, și trecând anumite examene de selectare la un consulat al Greciei, conform articolului 5. Cei care se înrolează în armată o primesc automat, conform Articolului 10.
- Ungaria: Secțiunea 4(3) al Actului despre Naționalitate permite etnicilor Maghiari și persoanelor cu cel puțin o rudă cetățean ungar, să obțină cetățenia sub termeni preferențiali după un an de rezidență. În plus, "legea statutară" din 2001 permite persoanelor originare din fostul teritoriu unguresc din Austro-Ungaria să obțină un buletin de reședință care le oferă anumite drepturi (mai ales cel de a munci) dar nu cetățenia completă.
- Islanda: O persoană poate obține cetățenia Islandeză prin naștere dacă măcar unul dintre părinți este cetățean islandez și dacă sunt căsătoriți în momentul nașterii. Persoanele care nu îndeplinesc acestă condiție pot cere cetățenia dacă au până în 18 ani sau dacă unul din părinții biologici este considerat ca atare conform Actului Islandez al Copilului.
- India: Persoanele străine cu cel puțin un părinte Indian pot solicita cetățenia indiană, dacă aparțin uneia dintre etniile și practică una dintre religiile recunoscute în India, dacă vorbesc perfect engleza și una din limbile de comunicare ale Indiei, dacă părinții și bunicii nu au fost cetățeni ai Pakistanului, Bangladeș-ului, Nepalului, Șri-Lankăi, Afganistanului sau Chinei. Persoanele cu cel puțin un bunic Indian pot solicita un buletin de reședință ca persoană străină de origine indiană, cu condiția ca acel bunic sau strămoș să nu fi fost cetățean al Pakistanului, Bangladeș-ului, Nepalului, Șri-Lankăi, Afganistanului sau Chinei. Acest buletin este un document pentru călătorie și permite deținătorului să intre și să stea în India fără o viză, fără să dețină pământ sau fără să fi mers la o școală indiană, dar nu are voie să voteze.
- Irlanda: Actul Naționalității și Cetățeniei îi permite oricărei persoane cu un bunic Irlandez să ceară cetățenia irlandeză. O astfel de persoană poate transmite acest titlu copiilor prin înregistrarea în Registrul Nașterilor Străine. Secțiunea 16 a legii cetățeniei irlandeze din 1986 permite ministerului internelor să ofere cetățenie automată oricărui aplicant de origine irlandeză sau afiliat deși această procedură este rar folosită. În practică, cererile au mai mari șanse de a fi satisfăcute, dacă persoana este de religie catolică, și practic nici-o șansă, dacă este de religie protestantă.
- Israel: În plus de faptul că cetățenia este acordată tuturor grupurilor etnice și religioase din stat, prin nașterea în Israel sau prin naturalizare după 5 ani de locuire în Israel și cunoașterea limbii, legea Reîntoarcerii (Aliyah) oferă automat dreptul la cetățenie oricărui imigrant care este evreu din naștere sau conversie sau are un părinte sau bunic evreu.
- Italia: Nu există limită de generații pe linie paternă pentru cetățenia prin dreptul strămoșesc, dar strămoșul născut înainte de 1861 (începutul procesului de Unire al principatelor italiene) trebuie să fi murit după 1861 ca cetățean italian pentru a continua lanțul dreptului strămoșesc. Dacă o persoană din lanț a renunțat sau pierdut cetățenia italiană, copilul acelei persoane nu beneficiază de dreptul strămoșesc (cu excepția persoanelor decăzute din cetățenia italiană de regimul Mussolini). Pe linie maternă, urmașul poate beneficia de cetățenie prin dreptul strămoșesc doar dacă strămoașa a murit cetățeană italiană după 1 Ianuarie 1948.
- Japonia: Cetățenia japoneză necesită un proces complex de naturalizare. Aceasta este foarte greu de obținut și necesită dovedirea a 3 generații neîntrerupte de strămoși etnici japonezi, cunoașterea perfectă a limbii, culturii și religiei, surse de venit stabile și domiciliul sau căsătoria stabile în Japonia timp de cel puțin șapte ani. O categorie specială de viză există pentru cetățenii străini descendenți ai etnicilor japonezi până la a 3-a generație, permițând șederea pe termen lung în Japonia.
- Insulele Kiribati: Articolele 19 și 23 ale Constituției spun că "orice persoană descinzând din băștinași ale insulelor Kiribati poate solicita sau obține cetățenia kiribatiană" și că "orice persoană descinzând din locuitori ale insulelor Kiribati care nu au devenit cetățeni kiribatieni în momentul independenței, nici ulterior, be entitled upon making application in such manner as may be prescribed to be registered as a citizen of Kiribati."
- Liban: Legea Libaneză nu are nicio prevedere pentru reachiziția naționalității de către membrii diasporei. O propunere a guvernului, în așteptare, va permite descendenților emigranților Libanezi să procure un card de identitate ce oferă drepturi similare cu cele de la India.
- Polonia: Statutul Cetățeniei Poloneze, din 2000, permite descendenților Polonezi care și-au pierdut naționalitatea între 1920 și 1989 să primească cetățenia fără să treacă prin procesul normal de naturalizare.
- Rusia: Până recent, persoanele deținând pașapoarte sovietice le puteau schimba în mod automat cu pașapoarte ale Federației Ruse. Dar amendamentul din 2002 al Legii Cetățeniei a introdus noi condiții, privind posesia limbii ruse și a unor garanții financiare, cu preferințe acordate celor care au urmat studii secundare în Rusia sau și-au împlinit obligațiile militare în armata rusă. Former Soviet citizens may, however, still apply for Russian citizenship without a waiting period.
- Serbia: Articolul 23 din 2004 al legii cetățeniei prevede că descendenții emigranților din Serbia, sau etnicii Sârbi care trăiesc în străinătate, pot primi cetățenie printr-o cerere scrisă.
- Slovacia: O persoană care are cel puțin un bunic Slovac și deține "conștiințe ale culturii și limbii Slovace" poate cere un act de identitate de expatriat ce-i permite să trăiască, muncească, studieze și să dețină pământuri în Slovacia. Statutul de expatriat nu înseamnă că are cetățenie completă și nu-i dă dreptul să voteze, dar un deținător al acestui act care se stabilește în Slovacia poate primi cetățenie sub după îndeplinirea anumitor cerințe.
- Spania: Necontând locul de naștere sau cât de depărtați sunt de o rudă născută în Spania, cei născuți în Spania, originali (indiferent dacă părinții încă au cetățenie Spaniolă sau dacă mai trăiesc) le este acordată cetățenie Spaniolă originală. (Spaniolii Originali sunt cei care s-au născut Spanioli, necontând unde sunt născuți.) Nepoților celor care au emigrat din motive politice sau economice le este, de asemenea, acordată naționalitate originală. Cetățenia prin termeni preferențiali poate fi obținută, de către nepoții cetățenilor originali, după un an de rezidență, precum și orice persoană care are dreptul de a pretinde Sephardic Jewish ancestry.  Pentru cetățenii Andorei, Portugaliei, Americii Latine, Filipinei, sau Guineei Ecuatoriale, perioada de locuire este de doi ani față de zece ani necesari străinilor.
- Turcia: Legea Turcă permite persoanelor cu origine Turcă și familiilor lor să ceară cetățenie fără a aștepta perioada standard de 5 ani pe care trebuie s-o aștepte imigranții. Turcia și Grecia și-au expulzat reciproc minoritățile în anii 1920, după cel de-al doilea Război Mondial. Ele au fost obligate de tratate internaționale să accepte populațiile imigrante care au un fundal etnic.
- Ucraina: Articolul 8 al legii cetățeniei din Ucraina permite oricărei persoane cu cel puțin un bunic Ucrainean să devină cetățean după renunțarea la vechea naționalitate.

Există multe alte țări cu legi asemănătoare, incluzând Polonia, Ungaria, Slovacia, Cehia, Slovenia și Croația  Arhivat în 19 martie 2006, la Wayback Machine.. De asemenea, constituția Liberiană (în prezent în curs de rescriere) permite doar urmașilor negrilor (neținând cont de etnie, cultură sau naționalitate) să devină cetățeni.

## Implicații în România și țările vecine
În România, foștii cetățeni români expatriați care și-au pierdut cetățenia, sau au renunțat la ea înainte de 22 decembrie 1989, precum și copiii și nepoții lor, pot cere cetățenia română prezentând o cerere bazată pe documente. Cetățenii moldoveni sau ucraineni care posedă limba română și care pot dovedi ca au fost, ei, părinții lor sau bunicii lor, cetățeni ai României înainte de 28 iunie 1940, pot de asemenea să ceară cetățenia română prezentând o cerere bazată pe documente. În cazul acestora din urmă, numărul cererilor condiționează o așteptare de mai mulți ani.
Cercetătorii din științele umane nu confundă Dreptul strămoșesc (jus sanguinis care definește comunitățile istorico-lingvistice) cu Dreptul pământean (jus soli care definește națiunile politice), și folosesc substantive comune :
- cu minusculă și cu sufixul -foni (românofoni, anglofoni, italofoni...) pentru a desemna comunitățile istorico-lingvistice,
- cu minusculă dar fără sufix, pentru a desemna națiunile politice (cetățeniile : români, elvețieni, moldoveni...),

...folosirea substantivelor proprii (Scoțieni, Corsicani, Moldoveni, Lipoveni, Găgăuzi, Romi...) fiind rezervată comunităților istorico-etnice care nu constituie nici un ansamblu lingvistic în sine, nici o națiune politică, ci sunt definite prin o istorie comună sau o apartenență geografică anume.
Astfel, deosebind Dreptul strămoșesc de Dreptul pământean, cercetătorii din științele umane pot spune că există aproximativ 23 milioane de românofoni (vorbitori ai limbii române, nu toți cetățeni români) și 22,5 milioane de români (cetățeni ai României, nu toți românofoni), iar când vorbesc de Ardeleni, Moldoveni sau Munteni, sau de Daco-Români, se referă la o apartenență geografică și istorică comună.
Amestecând intențional Dreptul strămoșesc cu Dreptul pământean, regimul comunist a legat (dar nu peste tot) definirea minorităților de apartenența politică. Astfel, în R.S.F.Iugoslavia și în R.P.Bulgaria s-a folosit cuvântul vlah nu numai pentru Istro-români, Aromâni sau Megleno-români, ci și pentru a deosebi Daco-românii de acolo (în Banatul sârbesc și de-a lungul Dunării) de cei din România. Această strategie este denumită vlahism. Sub denumirea de moldovenism, este folosită și în Basarabia și Transnistria, unde se folosește cuvântul moldoveni pentru a-i deosebi artificial pe românofonii de acolo, de cei din România (fără să existe vreun acord dacă Moldovenii dintre Carpați și Prut sunt "deosebiți" de ceilalți români, sau sunt "români deosebiți de moldovenii din Republica Moldova"). Naționalismul șovin și antiromânesc din aceste țări, folosește faptul că vorbitorii limbii daco-române dinafara României nu aparțin națiunii politice române (adică nu posedă cetățenia română) pentru a implementa ideea (atât la oamenii locului, cât și în opinia internațională) că nu ar aparține nici neamului (etniei și sferei culturale și istorice) românesc, mergându-se până la negarea faptului că au aceleași origini și că vorbesc aceiași limbă.